# 勝山五郎
勝山五郎（かつやまごろう、1935年10月 ‐ 1999年5月31日）は、日本の高校野球指導者。京都府出身。

## 経歴
京都市に生まれ、中学から野球を始めた。京都商業高等学校から関西大学に進学。大学では上田利治や村山実ともプレーした。卒業後は、島根県立安来高等学校やノンプロの辻和の野球部監督を務め、1967年に母校の京都商野球部監督に就任。1973年に就任後初の甲子園出場を果たし、京都商の戦後甲子園初勝利も記録。1976年からは3年連続で選手権大会に出場し、京都商の黄金時代を築き、1981年の第63回全国高等学校野球選手権大会では準優勝を果たす。1990年に監督を辞任し、熊本県の城北高等学校の監督に就任。1993年の第75回全国高等学校野球選手権大会に同校を甲子園初出場させたが初戦敗退。1999年5月31日、脳出血のため、63歳で死去。

## 指導した選手
- 清川栄治
- 水本啓史
- 堀田徹